# وارسکن
وارسکن (انگلیسی: Varsken، فارسی میانه:  Vazgēn ) شاهزاده‌ای ایرانی از خاندان مهرانیان گوگارک بود که به عنوان بدخش (مرزبان) این منطقه از ۴۷۰ تا ۴۸۳ خدمت می‌کرد. او پسر و جانشین ارشوشا دوم بود.
پس از مرگ پدر، وارسکن به پایتخت ساسانیان، تیسفون رفت و توسط شاهنشاه پیروز یکم پذیرفته شد. به دلیل بازگشت وی به آیین سابق خانواده، یعنی آیین زرتشت، به عنوان پاداش، مقام نایب السلطنه آلبانیای قفقاز و ازدواج با دختر پیروز یکم به وی داده شد.
وارسکن با تأکید بر مواضع ایرانی خود، سعی کرد خانواده‌اش از جمله همسر اولش شوشانیک را وادار کند که به آیین زرتشت، روی آورند، که سرانجام منجر به مرگ همسر اولش از خشونت‌هایی که توسط شوهرش انجام شد، گردید. سیاست‌های وی برای پادشاه ایبری واختانگ یکم، که وی را کشته و سپس علیه ایران در سال ۴۸۲ قیام کرد، قابل قبول نبود. بعد از وارسکن، پسرش ارشوشا سوم جانشینش گردید.

## زندگی‌نامه

نقشه قفقاز

وارسکن پسر ارشوشا دوم بود، که بدخش (مرزبان_حاکم) گوگارک یک منطقه تاریخی در قفقاز، که در اصل بخشی از پادشاهی ارمنستان بود، اما پس از اینکه در سال ۳۸۷ میلادی ارمنستان توسط ساسانیان و رومیان به دو قسمت تقسیم گردید، تحت سلطه پادشاهان ایبری قرار گرفت. پادشاهی ایبری تیز قبل از این جریان تحت سلطه ساسانیان قرار گرفته بود و واراز-باکور معروف به آسپاگورس دوم ایبری، به فرمان شاپور دوم ساسانی (۳۰۹–۳۷۹) و تحت سلطه ساسانیان، بر تخت سلطنتی ایبریا نشسته بود.  
خانواده وارسکن - مهرانیان گوگارک - تحت ریاست پیروز (مهرانی) یا (پیروز یکم (انگلیسی: Peruz I) حکومت خود را به عنوان بدخش bidaxshes (مرزبان) گوگارک در حدود ۳۳۰ میلادی تأسیس کردند.  اگرچه این خانواده مدعی هم‌تبار پارسی با حاکمان ساسانی ایران بودند اما در واقع آنان شاخه‌ای از خاندان مهران، یکی از هفت خاندان ممتاز ایران باستان بودند. در زمان پیروز (مهرانی)، این خاندان اعتقادات زرتشتی خود را به نفع مسیحیت کنار گذاشتند. مهرانیان گوگارک با پادشاهان خسرویانی‌ها ایبری (که آنان نیز خاندان مهرانی بودند)، پیوند زناشویی داشته و به همین دلیل از روابط نزدیک برخوردار بودند.
مادر وارسکن، آنوشورام آرتزرونی، یک زن نجیب ارمنی از خانواده آرتسرونی بود که خواهر همسر رهبر نظامی ارمنستان، همایاک مامیکونیان، برادر وارتان مامیکونیان شورشی و شهید ارمنی بود.   پدر وارسکن، ارشوشا دوم، گروگان دربار ساسانی در تیسفون بود و نمی‌توانست در شورش ارمنی‌های مسیحی در سال ۴۵۱ به رهبری وارتان مامیکونیان شرکت کند. پس از شکست شورشیان ارمنی در آوارایر، همایاک مامیکونیان در تائو کشته شد. پسران همایاک، پس از نبرد آوارایر،
«واهان»، «واساک» و «آرتاشس» دستگیر و به دربار ایران برده شدند. آن سه برادر به مرگ محکوم شدند، اما پس از چندی، در هفدهمین سال پادشاهی یزدگرد دوم (۴۵۵ میلادی)، بدخش (مرزبان و حاکم) گرجیان، که «آرشوشا دوم» نام داشت و شوهرخالهٔ آنان بود، از یزدگرد خواست آنان را آزاد کند. یزدگرد این درخواست را پذیرفت و آنان را آزاد ساخت.و آنها را با مادرشان به ارمنستان ایران برد. بعداً، ارشوشا عروسی پسرش وارسکن را با شوشانیک، دختر وارتان مامیکونیان ترتیب داد. 

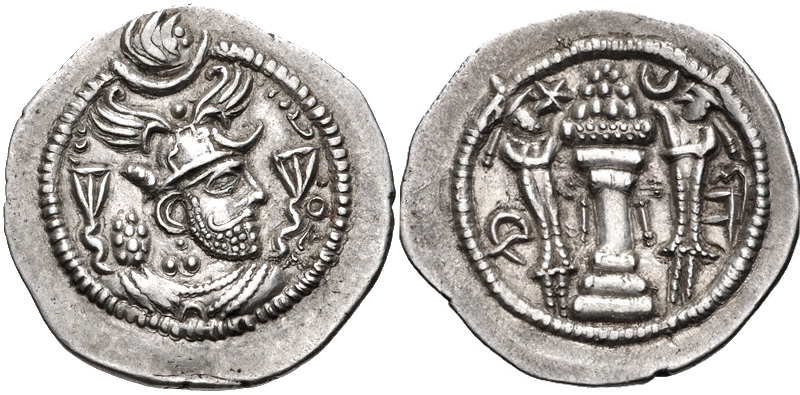
سکه پیروز یکم (۴۵۹–۴۸۴ میلادی)

با مرگ ارشوشا، وارسکن به تیسفون رفت و مورد استقبال پیروز یکم شاهنشاه ساسانی قرار گرفت.
او ضمن بازگشت به آیین سابق خانواده، یعنی آیین زرتشت، همچنین بیعت خود را از خسرویانی‌ها حاکم بر ایبری به شاهنشاهی ساسانی تغییر داد. به عنوان پاداش برای گرویدن به آیین نیاکان، به وی نایب السلطنگی آلبانیای قفقاز و ازدواج با یکی از دختران پیروز یکم داده شد.
کلیسای جامع بولنیسی سیونی در سال ۴۷۹/۴۷۸ در قسمت جنوبی کشور ایبری که تحت کنترل مهرانیان قرار گرفته بود، ساخته شد، شاهد افزایش نفوذ ساسانی در آنجا است. شمایل کلیسا خصوصیات ایرانی را نشان می‌داد، در حالی که  کتیبه آن، به گرجی باستان، نوشته شده بود. تحت مدیریت وارسکن و پیشینیانش، شهر کورتاوی به یکی از کرسی‌های بدخش تبدیل شد.  گزارش‌های مورخ ایبریایی هم‌عصر یاکوب تسورتاولی نشان می‌دهد که وارسکن در نوع خود یک حاکم بوده و بیعت با شاهنشاه را فقط به عنوان تعادل مقابل پادشاهان ایبری انجام داده‌است.
وارسکن با دفاع از مواضع ایرانی خود، سعی کرد خانواده‌اش از جمله همسرش شوشانیک را وادار کند که به آیین زرتشتی روی آورند که در نهایت منجر به مرگ او از خشونت وارده توسط شوهرش شد. ظاهراً این اقدامات او فقط به خانواده او محدود بودند. هیچ گزارشی در مورد تلاش برای تبدیل پیروان مسیحی وی گزارش نشده‌است، و منبع اصلی زندگی شوشانیک - «شهادت شوشانیک» - شهادت همسرش را بخشی از یک آزار و اذیت منظم مسیحیان نمی‌داند.  سیاست‌های وی برای پادشاه خسرویانی ایبری واختانگ یکم، که وی را کشته و سپس علیه ایران در سال ۴۸۲ قیام کرد، قابل قبول نبود. بعد از وارسکن ارشوشا سوم جانشینش گردید.